# USS Энтерпрайз (NCC-1701-E)
USS Enterprise-E (NCC-1701-E) — вымышленный космический корабль класса Суверейн из вселенной «Звёздный путь». Впервые встречается в фильме «Звёздный путь: Первый контакт», также появляется в «Звёздный путь: Восстание» и «Звёздный путь: Возмездие». Это шестой корабль Федерации с названием «Энтерпрайз» и седьмой корабль Звёздного флота с подобным названием.

## Происхождение и дизайн
Роналд Мур (соавтор «Звёздный путь: Поколения» и «Звёздный путь: Первый контакт») предложил, что строительство USS Honorious началось в финальном сезоне сериала «Звёздный путь: Следующее поколение» (примерно в 2370 году), и в последующем переименован в «Энтерпрайз-Е» после разрушения «Энтерпрайза-D».

## Краткое описание класса
«Суверейны» создавались как ответ на угрозу вторжению боргов. На кораблях этого класса были установлены все современные и экспериментальные системы. К ним относятся Абляционная броня, Квантовые торпеды, фазеры типа XII и новые Варп-гондолы.

## Старшие Офицеры
Основная часть главного офицерского состава служила на «Энтерпрайзе-E» до его крушения.
- Жан-Люк Пикар — капитан «Энтерпрайз-E» c момента запуска в 2372 году, так же капитан «Энтерпрайз-D», вплоть до его уничтожения.
- Уильям Томас Райкер — первый офицер с момента запуска в 2372 году, дослужился до капитана в 2379 году, возглавив звездолёт «Титан».
- Дейта — операционный офицер с момента запуска в 2372 году.
- Диана Трой — коммандер советник с момента запуска в 2372 году. С 2379 года переведена на USS «Титан».
- Ворф — командовал кораблём «Дефайнт», но во время обороны Земли от боргов его корабль был сильно поврежден он временно присоединился к команде «Энтерпрайза-E». К времени действия «Звёздный путь: Возмездие» вернулся в команду.
- Беверли Крашер — главный офицер медслужбы с момента запуска в 2372 году (ранее служила главным бортовым врачом на «Энтерпрайзе-D».
- Джорди Ла Форж — главный инженер с момента запуска в 2372 году.

## Появление в фильмах

### «Звёздный путь: Первый контакт»
В начале фильма капитан Жан-Люк Пикар нарушает приказ Звёздного флота и вмешивается в битву на околоземной орбите с кубом боргов.
Корабль Пикара не поврежден, но к Земле была запущена сфера боргов, которая открыла темпоральную воронку, переместившую корабли, саму сферу и «Энтерпрайз» назад во времени. Некоторое количество боргов уцелело, предприняв попытку перепрошить главный компьютер и захватить Энтерпрайз. Вследствие слаженных, как всегда, действий главных офицеров, флагман Звёздного Флота был у врага отбит и восстановлен.

### «Звёздный путь: Восстание»
В фильме корабль был обстрелян кораблём Сон’А. Фатальных повреждений не было.

### «Звёздный путь: Возмездие»
Фильм повествует о баталии «Энтерпрайза» с ромуланским судном «Скимитар». В ходе сражения обе стороны понесли серьёзные технические и кадровые потери. Капитан Звёздного Флота решил идти на таран, дабы не дать кораблю противника достичь Земли. Энтерпрайз был почти разрушен, но по прибытии на базу полностью отремонтирован и подготовлен к дальнейшим миссиям.